# みやざき犬
みやざき犬（みやざきけん）は、宮崎県の宮崎県シンボルキャラクターである。「みやざき」は漢字ではなく、ひらがな表記である。

## 概要
宮崎県は2011年7月中旬から8月下旬まで、宮崎県の魅力を情報発信するシンボルとなるキャラクターデザインを広く一般募集した。キャラクターのイメージとして、「(1)県民の共感を得るような「親しみやすさ・愛らしさ」があること。(2)キグルミや人形となることを想定したデザインであること。(3)知事のサポーターとして、力強いアピール力があること。」を募集要件にかかげた。そして最優秀賞作品となった寺島愛子氏の作品をもとにデザイン化し、同年11月11日に誕生した。
愛称募集では、総応募数1,302点（県内1,205点、県外97点）のうち、総称「みやざき犬」の応募数が221点、うち、個別名称「ひぃ、むぅ、かぁ」の応募数が10点あった。
キャラクターの設定として、「現在のところ目撃された新種の犬は3匹。3匹で宮崎のさまざまな特産品等のかぶりものをかぶってPRしている。3匹のかぶりものは今後増えるのではないか。そればかりか4匹目、5匹目と目撃される、かも。」となっており、かぶりものと犬の数は、この先、増える可能性が示唆されている。なお、応募作品では一匹の犬がかぶりものを使ってコスプレをする「七変化犬」という設定で、採用された3種類を含めて6種類のデザインがあった。
2012年の1年間での関連商品の売り上げは、少なくとも8448万円あったことが県の調査で分かった。

## プロフィール
- 名前 - 「ひぃ」くん
- 出身 - もちろん宮崎県
- 年齢 - 不明（いがいと若い？）
- 性別 - 不明（♂？？）
- 観察メモ - いつも前向きでしっかりもの。自然いっぱいな宮崎が大好き。みやざき犬のまとめ役。
- かぶりもの - 日向夏、宮崎牛、椎茸、神楽

- 名前 - 「むぅ」ちゃん
- 出身 - とうぜん宮崎県
- 年齢 - 不明（若いとうわさ？）
- 性別 - 不明（♀？？）
- 観察メモ - ちょっぴりおちゃめで好奇心旺盛。たのしい宮崎が大好き。元気いっぱいの行動派。
- かぶりもの - フェニックス、マンゴー、天照大神

- 名前 - 「かぁ」くん
- 出身 - やっぱり宮崎県
- 年齢 - 不明（若いはず？）
- 性別 - 不明（♂？？）
- 観察メモ - おおらかでくいしんぼう。おいしいみやざきが大好き。自由でマイペース。
- かぶりもの - みやざき地頭鶏、古代人、若山牧水、冷や汁

## 歴史

### 2011年
- 11月11日  一般公募により宮崎県の新しいシンボルキャラクター「みやざき犬」が誕生。

### 2012年
- 1月9日 Facebookを開始。
- 7月15日　みやざきキャラわん隊が発足し、県庁本館前広場にて出発式を行った。
- 8月　みやざき犬ダンスナンバー「チョコっとみやざきDiscovery」が完成。
- 8月23日　みやざき犬のイラストが入った自動販売機第１弾が、キリンビバレッジ（株）とのコラボで、宮崎空港１階にデビュー！
- 10月20日～21日　ゆるキャラの祭典「ゆるキャラまつりin彦根」に参加。
- 11月10日　全国初？のゆるキャラによるボウリング大会「ゆるボウル」を、全国から多数のキャラを集めて、宮崎市エースランドにてゆる～く開催。
- 11月11日　みやざき犬がホストキャラとなる　ゆるキャラ®イベント「キャラ神さみっとinみやざき」を宮崎市高千穂通りにて開催。全国から合計３９キャラが集結。
- 11月23日　宮崎牛連続日本一を祝して、県民感謝祭で「ひぃくん宮崎牛バージョン」初披露！
- 11月25日 NTTタウンページ協賛ゆるキャラ(R)グランプリ2012において56146ptを獲得し27位にランクイン[4]。

### 2013年
- 4月8日　「東京ガールズコレクションSpring Live Edition supported by 宮崎恋旅」（延岡市）にかぁくんがゲスト出演。宮崎牛verで神戸蘭子さんとユージさんとランウェイを歩く。
- 6月　リョーユーパン×みやざき犬　コラボパン「完熟マンゴー＆じゃりロール」発売。
- 7月14日　「BLUE YAAD2013」ダンスコンテスト（青島パームビーチホテル広場）に出場し、審査委員特別賞を受賞。
- 8月1日 「夏のホットドック企画 第一弾」として1日から30日まで、「みやざき犬とラジオ体操1000人！」を開催[5]。県内35箇所、2300名が参加[6]。
- 8月3日 「お台場合衆国2013 楽しくなければお台場じゃない! 冒険しなけりゃ夏じゃない!」で行われた「ゆるキャラダンス選手権」で優勝[7]。
- 8月6日 東京都中央区の百貨店・日本橋髙島屋で一日店長に就任[8]。
- 8月12日　夏期巡回ラジオ体操・みんなの体操会（宮崎市生目の杜）で３６００人と体操。
- 8月12日 お台場合衆国のマイナビステージで行われた、アイドリングや重盛さと美が審査員を務めた「ファブダンス部活選手権 in 夏☆1グランプリ」にゲスト出演し、ダンスを披露[9]。
- 8月25日 第36回24時間テレビ 「愛は地球を救う」の番組内のコーナー「ニッポンのご当地キャラ大集合！東西対抗 夢のリレー対決」において、西日本チームの第2走者として「むぅ」ちゃんが出場。
- 9月21日～22日　「ご当地キャラこども夢フェスタin白河」（福島県）にむぅちゃんが参加。
- 9月23日～27日　フジテレビスーパーニュースお天気コーナーに、みやざき犬がアシスタントとして登場。
- 10月19日～20日  ご当地キャラ博in彦根2013に参加
- 11月1日　みやざき犬オリジナル新曲「あるあるみやざきリズム」完成発表。
- 11月4日　みやざき犬がホストキャラとなる「ゆるキャラ®ダンスイベント『You Look Nice!!』」。雨の中、全国からたくさんのキャラが県庁本館前特設ステージに集合。
- 12月13日　7月からデザインの募集や、最終選考投票を行ってきた「みやざき犬　新かぶりものコンテスト」で入賞作品が決定。最優秀賞は「神楽」のかぶりものをかぶったひぃくん。優秀作品はアマテラス（むぅちゃん）、マンゴー（むぅちゃん）、しいたけ（ひぃくん）、伊勢エビ（ひぃくん）。
- 12月25日　【クリスマス企画「君のサンタになるんだワン！」】を実施。

### 2014年
- 1月11日  東京ドームで行われた「ふるさと祭り東京」で開催された、第2回「ゆるキャラダンス選手権 〜ゆるくない真冬の真剣勝負〜」で優勝、二連覇を達成した[10]。
- 1月17日　ゆるキャラダンス選手権２連覇の報告会を県庁本館前で実施。
- 6月29日　「第一回みやざき犬ファン感謝祭」が１回きりで開催される。
- 7月3日 みやざき犬ちじという謎のボスキャラより表彰され、副賞は専用劇場だった[11]。
- 7月9日　ＮＨＫ Ｅテレ「Let’s天才てれびくん」に、みやざき犬が登場
- 7月27日　「ＦＮＳ２７時間テレビ」にて「ご当地ＳＭＡＰ選手権」にむぅちゃんが出演
- 8月4日～8月8日　フジテレビスーパーニュースお天気コーナー出演
- 8月9日　お台場新大陸で開催された「ゆるキャラダンス選手権」に殿堂入りキャラとして参加。
- 8月　「ＭＺＫ劇場」開催。全６回の公演は毎日多くのお客様で賑わう。
- 10月26日　みやざき犬がホストキャラとなる「ゆるキャラ®ダンスイベント『You Look Nice!!』」。全国から３０を超えるキャラが集合して大淀川河川敷にて盛大に開催される。
- 11月　みやざき犬が県内限定・一日限定・一組限定であなただけのサンタになる「きみのサンタになるんだワン！」企画を実施。

### 2015年
- 1月10日 東京ドームで開催された「ゆるキャラダンス選手権」に殿堂入りキャラとして参加。オリジナルダンスふりつけ「ライジングサン2015バージョン」を披露。
- 2月　東京の楽天カフェにて、みやざき犬コースター（全１０種類・枚数限定）を限定配布。今では幻のアイテムとなる。
- 3月　むぅちゃんが、愛知で開催された「いなりんピック‼︎！いなりん☆とゆかいな仲間たち大運動会」でファインプレー賞を受賞
- 4月1日  2015年度のグッズの売り上げは県が把握しているだけでも4億7500万円となり、参加イベント数は742件となった[12]。
- 6月　しいたけひぃくんデビュー
- 7月  宮崎の新しいキャッチフレーズ「日本のひなた宮崎県」のＰＲソング「Hinata!」が完成。
- 8月8日 フジテレビ主催の「ゆるキャラダンス選手権」（東京お台場夢大陸ＳＵＭＭＥＲ　ＧＡＴＥ　スタジアムオマツリランド）に殿堂入りキャラとしてゲスト出演。
- 10月　「ポッキー」主催の『シェアハピダンス動画コンテスト』に応募するも箸にも棒にも掛からず落選(ToT)
- 10月24日 みやざき犬がホストキャラとなる「ゆるキャラ®ダンスイベント『You Look Nice!!』」。全国から２７キャラが集合して大淀川河川敷にて盛大に開催される。

### 2016年
- 1月9日 「真冬のゆるキャラダンス選手権！」に殿堂入りキャラとしてゲスト出演。
- 11月11日 【11時11分11秒だよ、全員集合！みやざき犬デビュー５周年カウントダウンでパシャリ！！】を県庁本館前で行い、５周年を祝った。[12]。

### 2017年
- 6月　みやざき犬専用の雨カッパが完成。これで雨の日でも気にせずお出かけが可能となった。
- 8月11日 宮崎ブーゲンビリア空港でソラシドエア就航15周年記念セレモニーに出席
- 9月 auの「やってみよう三太郎音頭」に応募して優秀作品に選ばれ、副賞として「みんなの三太郎音頭ミックスver.」のＰＶに出演させてもらう。
- 10月16日 祝！宮崎牛☆史上初の3大会連続内閣総理大臣賞受賞！「全国和牛能力共進会宮城大会」にて宮崎県勢の応援に行く。
- 11月25日～26日 「世界キャラクターさみっとin羽生」に参加。『ブルゾンちえみwithB』ならぬ『ブルゾンいぬむぅwith iNU』をステージで披露。
- 12月8日 『みやざき犬があなたのお願いを叶えるかも？』企画で、結婚式にサプライズ出演。

### 2018年
- 1月12日 「Eダンスアカデミー(ＮＨＫ　Ｅテレ)」に出演。
- 1月20日 「みやざき台湾文化祭」（台湾）にかぁくんが参加。
- 2月20日 「焼酎ノンジョルノ宮崎」（東京都浅草ビューホテル）に参加
- 3月30日 「みやざき犬の絵描き歌」が完成
- 10月8日 【ゆるキャラ大・大・大運動会】（愛媛県えひめこどもの城）に参加
- 11月24日～25日 「世界キャラクターさみっとin羽生」に参加
- 12月7日～9日　台湾・高雄市で行われた「ご当地キャラExpo in高雄」（高雄統一夢時代）にむぅちゃんが参加。

### 2019年
- 3月4日～14日  かぁくん、オーストラリア・ブリスベンへ、パフォーマンスの武者修行の旅に出る。
- 5月28日「豊後大野市チューリップフェスタ」（大分県豊後大野市）に参加
- 5月28日「指原莉乃11年ありがとう！大感謝祭」（マリンメッセ福岡）にゲストとして出演
- 7月4日　2026年、47年ぶりに宮崎県で開催される「第81回国民スポーツ大会」・「第26回全国障害者スポーツ大会」のマスコットキャラクターに選ばれる。
- 8月10日　「セレッソ大阪25周年ファン感謝デー」（大阪市ヤンマースタジアム）に参加
- 11月3日放送 「日向坂で会いましょう」（テレビ東京）『日向坂野球部in宮崎キャンプ』に宮崎県ゆかりのスペシャルゲスト『日向坂野球部特別応援団』として出演
- 11月23日～24日 「世界キャラクターさみっとin羽生」に参加

### 2020年
- 1月13日放送 ＮＨＫ「逆転人生」にむぅちゃんが出演
- 9月4日～5日　秋の感謝祭（松屋銀座店）に出演
- 11月23日　九州中央自動車道交流集会に参加
- 12月26日　宮崎自動車道山之口サービスエリア１周年記念イベント

### 2021年
- 2月25日　都城志布志道路（金御岳IC～末吉IC)開通式に参加
- 3月8日　RCCテレビ「イマナマ」のレモンチダンスカップに応募、番組エンディングで放送される
- 9月　オリジナルソング「キラキラッ！」完成
- 10月18日　みやざき犬発見10周年記念ロゴマークが決定、記者会見で発表される
- 11月11日　みやざき犬が発見されて10周年を迎えた
- 11月13日　JR宮崎駅前アミュひろばにて10周年記念イベント開催した。ゲストは「蛙亭」（イワクラさんが宮崎県出身）

### 2022年
- 6月25日～26日　「宮崎フェア」（新宿みやざき館KONNE・新宿南口）に出演した
- 9月24日　「三宮コレクション」（神戸市）に出演した
- 11月11日～15日　発見11周年を記念して各種ファンミーティングや関連イベント開催した

### 2023年
- 5月20日　「ど～んっと宮崎マルシェ」（イオンモール筑紫野）に出演した
- 9月30日　「ご当地キャラカーニバル」（群馬県庁）に出演した
- 10月14日（土）15日（日）「東京食肉市場まつり」（東京中央卸売市場食肉市場）に出演した
- 11月12日（日）イオン延岡ショッピングセンターにて発見12周年ファンミーティングを開催
- 11月18日（土）イオン日向店にて発見12周年ファンミーティングを開催
- 11月19日（日）イオン都城ショッピングセンターにて発見12周年ファンミーティングを開催
- 2月24日（土）25日（日）「九州旅行博覧会～トラベラーズフェス2024～」（福岡国際センター）に出演した

## オリジナルソング
- ゆるゆるみやざきポップ
- みやざき犬サンバ
- チョコッとみやざきDiscovery
- 日向夏実のラブソング
- あるあるみやざきリズム
- Hinata!
- キラキラッ！